# Sophie Mousel
Sophie Mousel (31 maart 1991) is een Luxemburgse actrice.
Haar moedertaal is Luxemburgs, daarnaast spreekt ze vloeiend Duits, Engels en Frans. Mousel woont in Parijs en Luxemburg. De actrice speelt ook piano en gitaar.

## Opleiding
Mousel studeerde tussen 2011 en 2015 aan het Cours Florent, een privétoneelschool in Parijs.

## Bekendheid
De in 2019 opgenomen Luxemburgse televisieserie Capitani werd begin 2021 uitgezonden door streamingdienst Netflix. Hierdoor werd Mousel bekend bij het internationale publiek.

## Filmografie
- 2015: Je suis un peu pas trop sûr sûr de moir (kortfilm)
- 2016: Le Correspondant
- 2017: Rock'n Roll
- 2017: La Deuxième Étoile
- 2018: Ma Fille
- 2018: De Superjhemp retörns
- 2018: City Hunter
- 2019: Blood Craft
- 2019: Skin Walker
- 2019: De Buttek
- 2019: Capitani
- 2021: Super-GAU – Die letzten Tage Luxemburgs (An zéro – Comment le Luxembourg a disparu)